# Pós-patak
Pós-patak är ett vattendrag i Ungern. Det ligger i den västra delen av landet, 160 km väster om huvudstaden Budapest.